# Blake Mohler
Blake Elizabeth Mohler (Ocean Springs, 30 dicembre 1995) è una pallavolista statunitense, centrale delle Indy Ignite.

## Carriera

### Club
La carriera pallavolistica di Blake Mohler inizia nei tornei scolastici del Mississippi, giocando per la Ocean Springs HS. Dopo il diploma gioca a livello universitario nella NCAA Division I: fa parte del programma della Purdue dal 2015 al 2019, saltando la prima annata.
Firma il suo primo contratto professionistico in Germania, dove nella stagione 2020-21 partecipa alla 1. Bundesliga col Suhl, trasferendosi per la stagione seguente in Svizzera, dove difende i colori del Düdingen, in Lega Nazionale A. Dopo un'annata in Francia, dove con il Béziers partecipa alla Ligue A e si aggiudica la coppa nazionale, torna in patria per prendere parte all'Athletes Unlimited 2023, mentre in seguito viene ingaggiata dalle Orlando Valkyries per disputare la Pro Volleyball Federation 2024. Nella seguente edizione del torneo indossa invece la casacca delle neonate Indy Ignite.

## Palmarès

### Club
- Coppa di Francia: 1

2022-23

### Premi individuali
- 2018 - All-America Third Team